# One Piece: Chinjū Shima no Chopper Ōkoku
One Piece: Vương quốc Chopper trên đảo thú lạ (ONE PIECE 珍獣島のチョッ
パー王国 One Piece: Chinjō Shima no Chopper Ōkoku) là phim chủ đề thứ ba trong loạt phim điện ảnh One Piece. Phim được công chiếu vào ngày 2 tháng 3 năm 2002 tại các rạp ở Nhật Bản.

## Phân vai
- Okamura Akemi vai Nami
- Hirata Hirata vai Sanji
- Ohtani Ikue vai Tonytony Chopper
- Yamaguchi Kappei vai  Usopp
- Nakai Kazuya vai Zoro Roronoa
- Tanaka Mayumi vai Monkey D. Luffy
- Orikasa Ai vai Momambi